# Valeo
Valeo – francuska firma produkująca części samochodowe na rynek pierwotny i wtórny. Posiada fabryki we Francji jak i poza krajem.
Firmę założył Eugène Buisson w 1923 roku w podparyskim Saint-Ouen jako fabrykę produkującą okładziny hamulcowe i tarcze sprzęgłowe na licencji angielskiej firmy Ferodo (UK). Od 1932 roku notowana na paryskiej giełdzie papierów wartościowych.

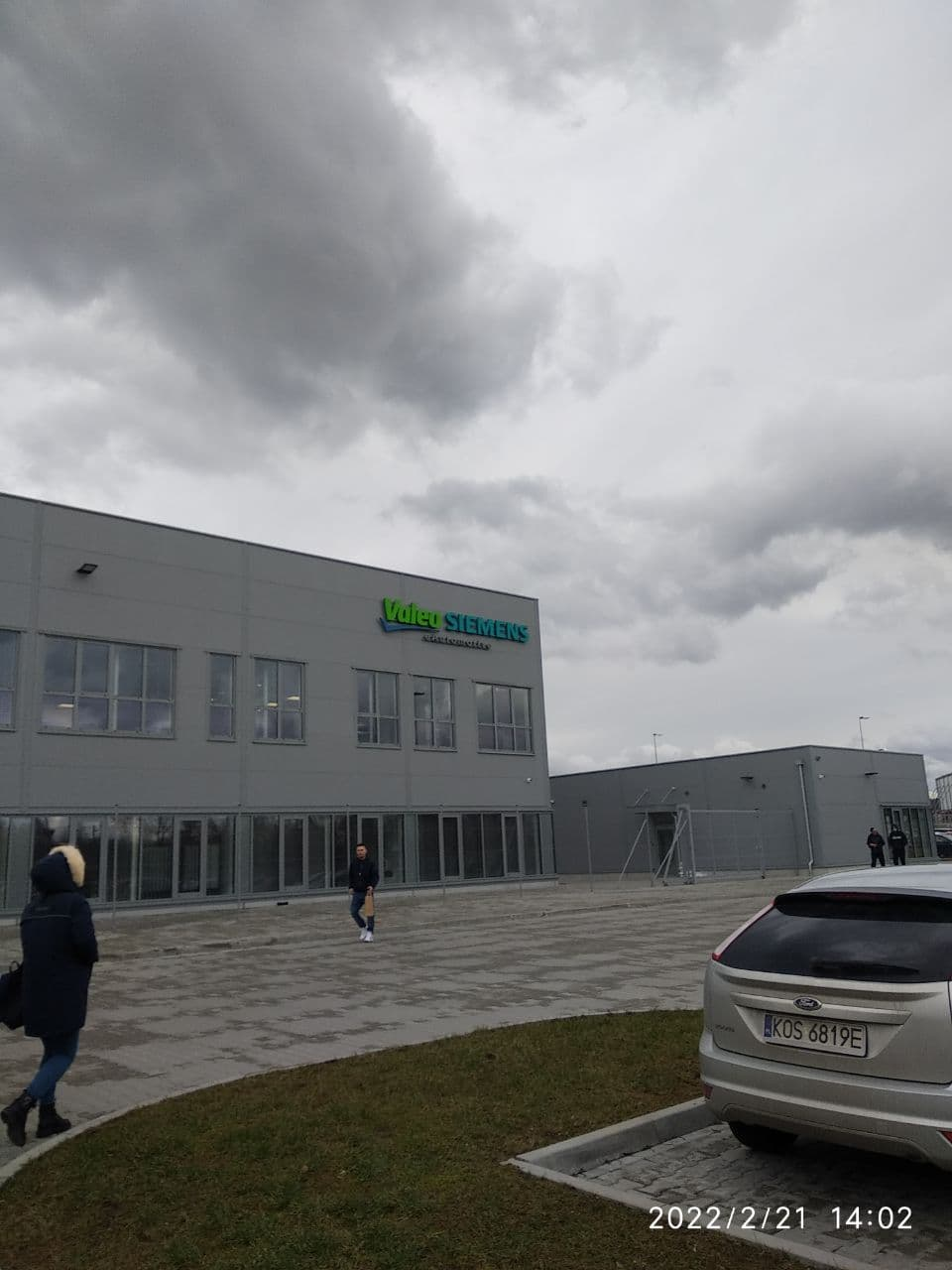
VALEO SIEMENS EAUTOMOTIVE

Przed II wojną światową firma uzyskała większość patentów w dziedzinie sprzęgieł.

## Profil produkcji
- Akcesoria (wycieraczki szyb samochodowych)
- Alternatory
- Chłodnice i nagrzewnice
- Elektronika motoryzacyjna
- Klocki hamulcowe
- Oświetlenie pojazdów
- Rozruszniki
- Sprzęgła
- Zamki, stacyjki, klamki
- Silniki elektryczne

## Główni odbiorcy (rynek pierwotny)
- BMW
- Daimler
- Chrysler
- Fiat
- Ford
- General Motors
- Honda
- Porsche
- PSA (Peugeot, Citroën)
- Grupa Renault (Renault, Nissan, Renault Samsung Motors)
- Toyota
- Grupa Volkswagen (Volkswagen, Audi, Seat, Škoda)
- PMH BAS

## Marki należące do Valeo
- CIBIE
- Ducellier
- Paris-Rhône
- Sofica
- Marchal
- Chausson
- SWF

## Fabryki koncernu
Aktualnie fabryki koncernu zlokalizowane są m.in. w następujących państwach:
- Francja
  - Reims (departament Marna)
  - Étaples (departament Pas-de-Calais) – zatrudnienie: 1800 osób, produkcja alternatorów samochodowych[1]
- Niemcy
  - Wemding (Bawaria) – zatrudnienie: 1500 osób, produkcja: system laserowego wykrywania przeszkód Lidar do samochodów autonomicznych[2]
- Polska
  - Skawina (województwo małopolskie) – 2 fabryki
  - Chrzanów (województwo małopolskie)
  - Czechowice-Dziedzice (województwo śląskie)
- Chiny

20 tys. pracowników, 34 fabryki, 14 centrów badawczo-rozwojowych

## Główni konkurenci
- Bosch
- Hella
- Magneti Marelli
- Delphi
- Denso
- Visteon
- Faurecia

## Valeo w Polsce
Koncern ma w Polsce cztery zakłady produkcyjne: dwa w Skawinie (systemy chłodzenia silnika oraz systemy wycieraczek) oraz po jednym w Czechowicach-Dziedzicach (systemy napędowe) i Chrzanowie (systemy oświetlenia). W 2018 zatrudniał w nich 7,5 tys. pracowników. Istnieje także sprawnie działający serwis internetowy obsługujący klientów.